# Murska Sobota in okolica
Murska Sobota in okolica oz. Murska Sobota in okolica: Dvojezični madžarsko-prekmurski tednik (madžarsko Muraszombat és vidéke: Magyar és vend nyelvű vegyes tartalmú hetilap ) je bil madžarsko-prekmurski tednik. Izhajal je v letih 1884−1919 ter 1941-1945.
Murska Sobota in okolica oz. Muraszombat és vidéke je bil najpomembnejši časopis v Prekmurju v 2. polovici 19. stoletja. Je dober vir informacij, kako je potekalo družabno življenje v Murski Soboti in Prekmurju. Do leta 1889 je tednik izhajal v prekmurščini in madžarščini, nato pa samo v madžarščini. Uredniki so bili: Takács István, 1886. jan. 1: Olajos Sándor, 1887. jan. 2: Kovács Károly, 1889. jan. 1: Vogler József, jan. 26: Török Ernő, ápr. 28: Grünbaum Márk, máj. 12: Takács R. István, 1890. jan. 5: Grünbaum Márk, 1891. febr. 15: Takács R. István, 1893. febr. 12: Horváth György, 1896. jan. 6: Csorna Jenő, 1897. ápr. 4: Khál Elek, máj. 23: Wellisch Béla, jún. 27: Wilfinger Károly, 1898. ápr. 24: Khál Elek, nov. 6: Wilfinger Károly, 1899. ápr. 2: Sinkovich Elek, 1904. okt. 23: Vratarits Iván, 1906. júl. 1: Czifrák János, 1917. nov. 11: Vályi Sándor, 1918. jan. 13: Scheibner Aladár, 1919. márc. 30: Tóth Kálmán, 1941. máj. 24: ifj. Szász Ernő.
Časopis je nameraval pomadžarjevati Slovence med Muro in Rabo, zato je najprej objavil članke z dvojezično vsebino. Pozneje je bil napisan le v madžarščini, da bo prevladujoč madžarski jezik v Slovenski krajini. Kljub temu časopis ni bil priljubljen med ljudstvom, poleg tega ga je malo ljudi bralo, ker ni bilo dovolj madžarsko govorečih bralcev v pokrajini. Časopis je že 1890 bil v nevarnosti, da bo prenehal, ker ni imel dovolj naročnikov, niti glavni urednik Márk Grünbaum ni imel denarja, da bi financiral objavo. Leta 1891 je murskosoboška hranilnica nakupila časopis, da bi še vedno lahko širili madžaroni madžarizacijo v Slovenski krajini.